# NGC 6008B
NGC 6008B في الفهرس العام الجديد، هي مجرة، تقع في كوكبة الحية. اكتشفت بواسطة إدوارد ستيفان.

## روابط خارجية
- NGC 6008B على موقع ويكي سكاي: DSS2, SDSS, GALEX, IRAS, Hydrogen α, X-Ray, Astrophoto, Sky Map, Articles and images